# Musée des ondes Émile Berliner

Le Musée des ondes Emile Berliner (MOEB) est une organisation culturelle à but non lucratif. Cet organisme de bienfaisance retrace l’histoire de l’industrie, de l’enregistrement, de la musique et du son à travers une collection de 25 000 pièces.

## Description
Le musée se situe au 1001 rue Lenoir, dans le quartier de Saint-Henri dans l’arrondissement du Sud-Ouest de Montréal, au Canada. Le musée se situe sur le lieu même où s’est construit son histoire. Localisé dans « l’édifice RCA », le musée expose au deuxième étage de l’ancienne usine de Berliner Gramophone.
La mission du musée est d’étudier et de faire connaître l’histoire de l’industrie du son sous ses angles technologiques, scientifiques et culturels. De la captation des ondes sonores et électromagnétiques à leurs diffusions en passant par leurs reproductions, le musée met en valeur le rôle de l'inventeur Emile Berliner et de ses descendants, de même que celui des entreprises montréalaises associées à la révolution technologique et culturelle du 20e siècle.
Créé le 13 octobre 1992, le MOEB ouvre officiellement ses portes en 1996.
Il reçoit, en 2017, l’Attestation de reconnaissance de l'arrondissement Le Sud-Ouest Montréal, décerné par le maire de l’arrondissement et Président du comité exécutif de la Ville de Montréal, Benoit Dorais. Et en 2018, le MOEB s’inscrit dans la liste des organismes culturels de l'arrondissement du Sud-Ouest.
Le musée est lauréat du Prix d'histoire du Gouverneur Général 2020.

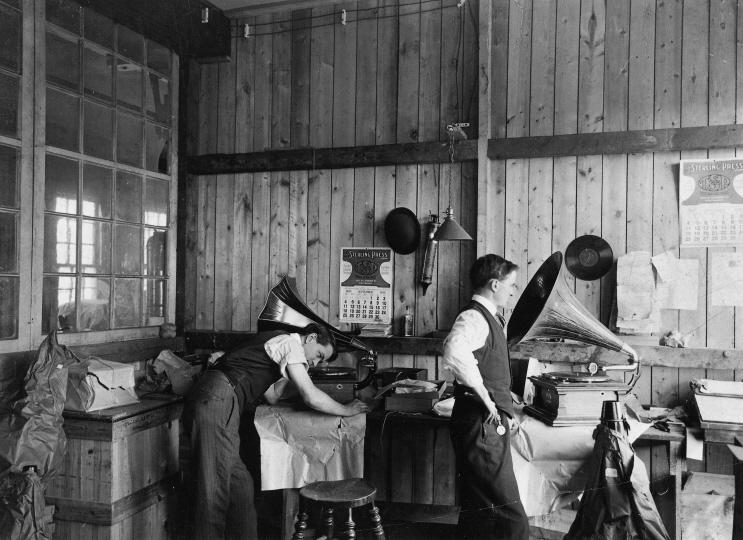
Vérification des machines, Berliner Gramophone Company, Montréal, 1910
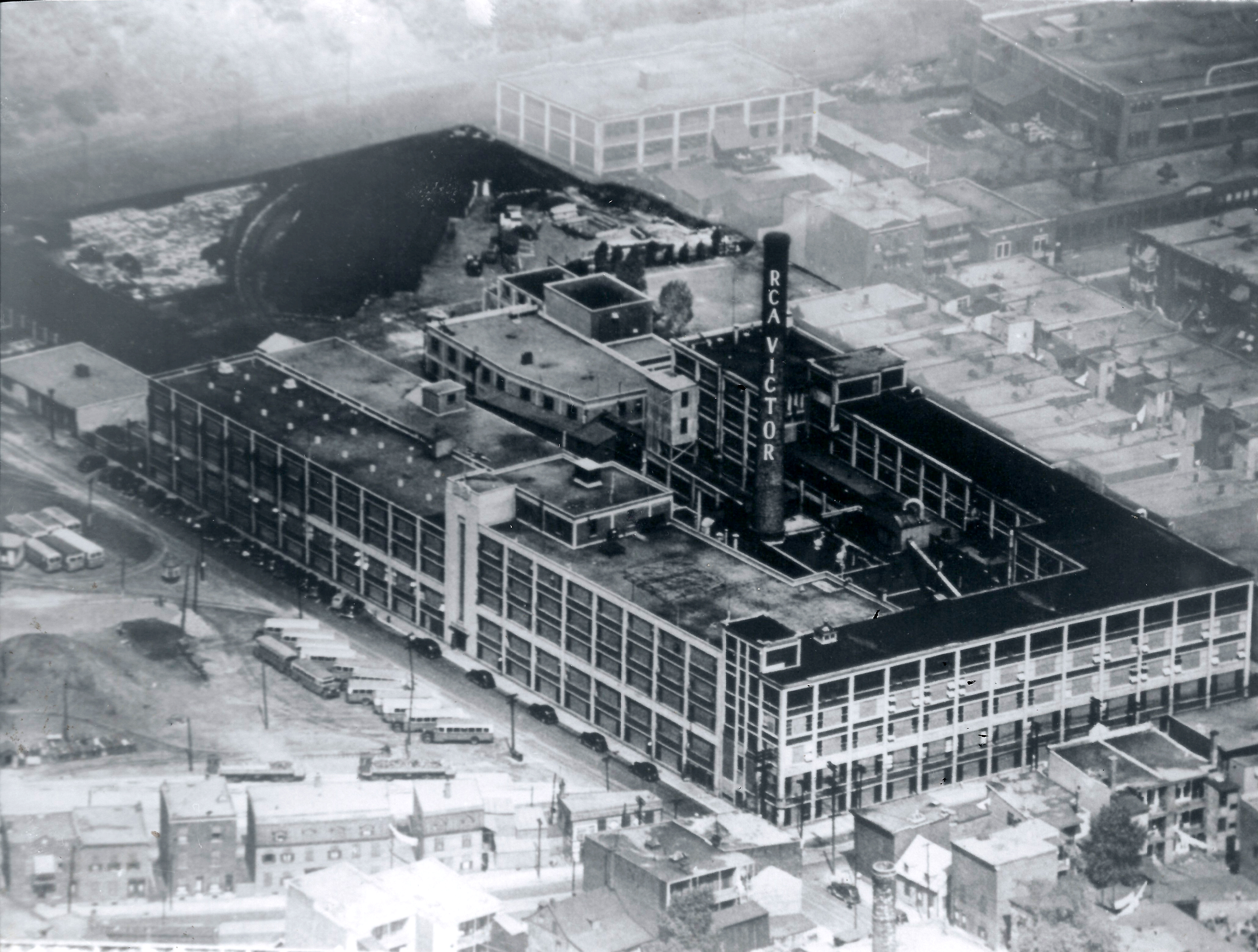
Usine RCA Victor (précédemment la Berliner Gramophone)
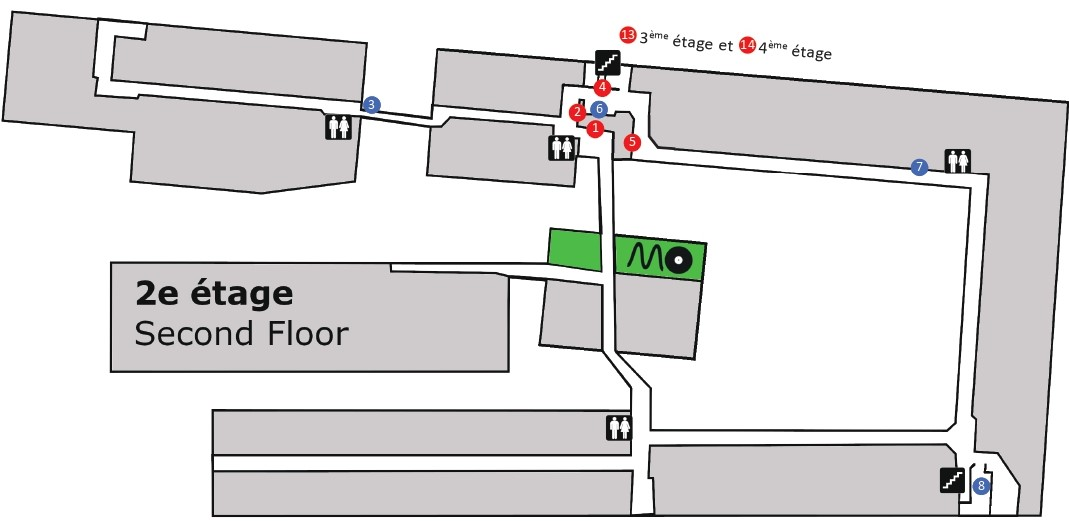
Plan du deuxième étage du bâtiment

## Historique
Le Musée des ondes Emile Berliner se situe dans l’édifice RCA. Au fil des années, les locaux du musée se sont déplacés à l’intérieur du bâtiment.

C’est en 1992 que Gaétan Pilon et Louis Pilon du Studio Victor, le Dr. Nicole Cloutier conservatrice au Musée des Beaux-arts de Montréal, le Dr. Jean Bélisle professeur à l'Université Concordia et Jean-Luc Louradour de la firme Résonance décident de créer ce musée pour faire connaitre l’histoire des ondes à travers la révolution technologique et culturelle de Montréal au XXe siècle.

À cette époque, l’édifice RCA héberge le musée gratuitement et devient son premier partenaire majeur.

Son fonctionnement se base depuis sa création sur les dons. 99% de la collection du musée, provient de donateurs.

À sa création c’est Nicole Cloutier qui dirige le musée à l’aide du conseil d’administration. Ce sera ensuite Martin Boucher qui lui succèdera de 2009 à 2013. Pendant une année Meggie Savard sera la directrice, laissant sa place en 2015 à Michel Forest. Et en 2019, Anja Borck devient la directrice du musée. Depuis, les quelques employés temporaire, aides contractuelle  et les environ 80 bénévoles entretiennent et développent ce lieu culturel et historique.

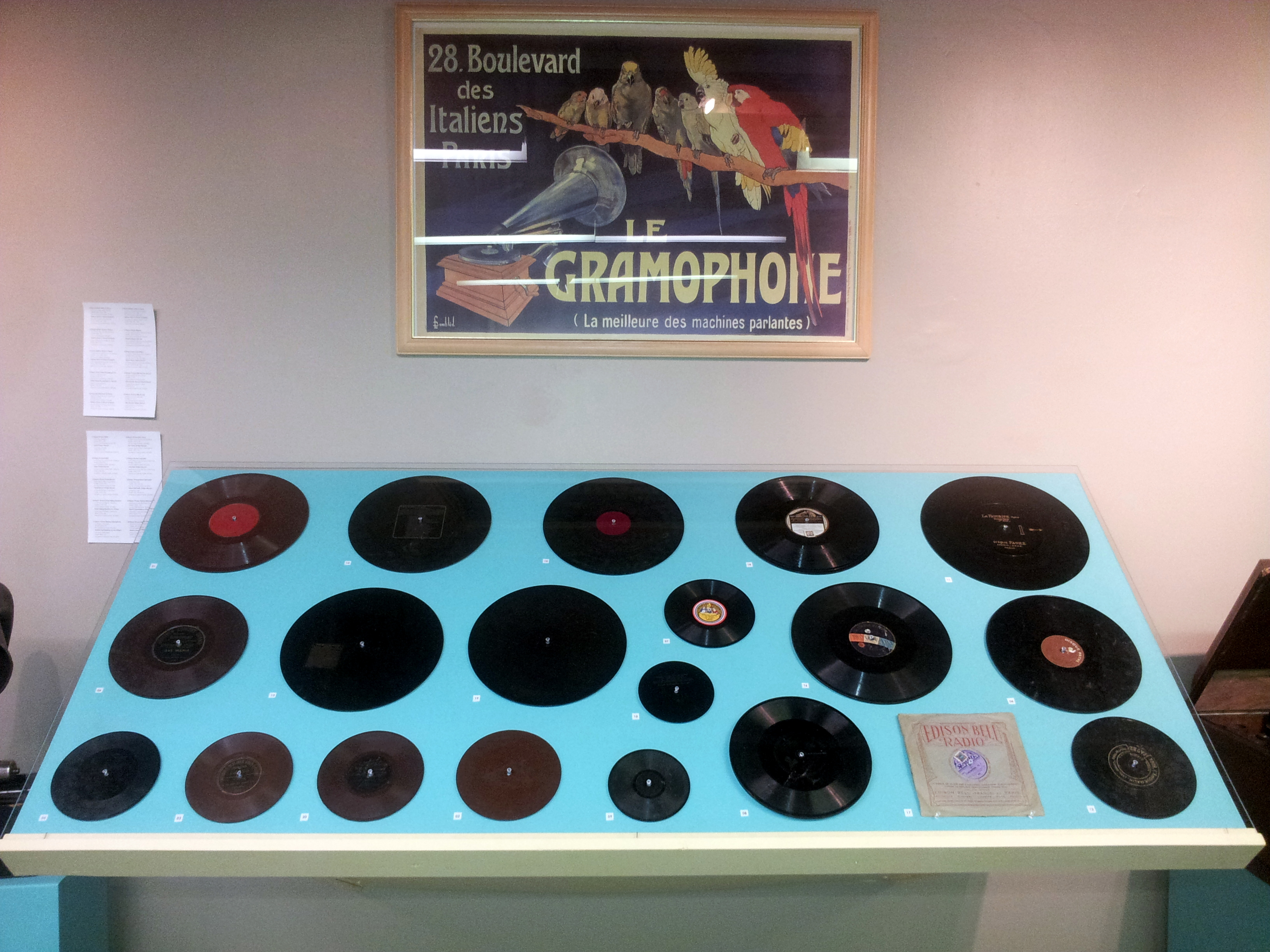
Vitrine de l'exposition Histoire du disque
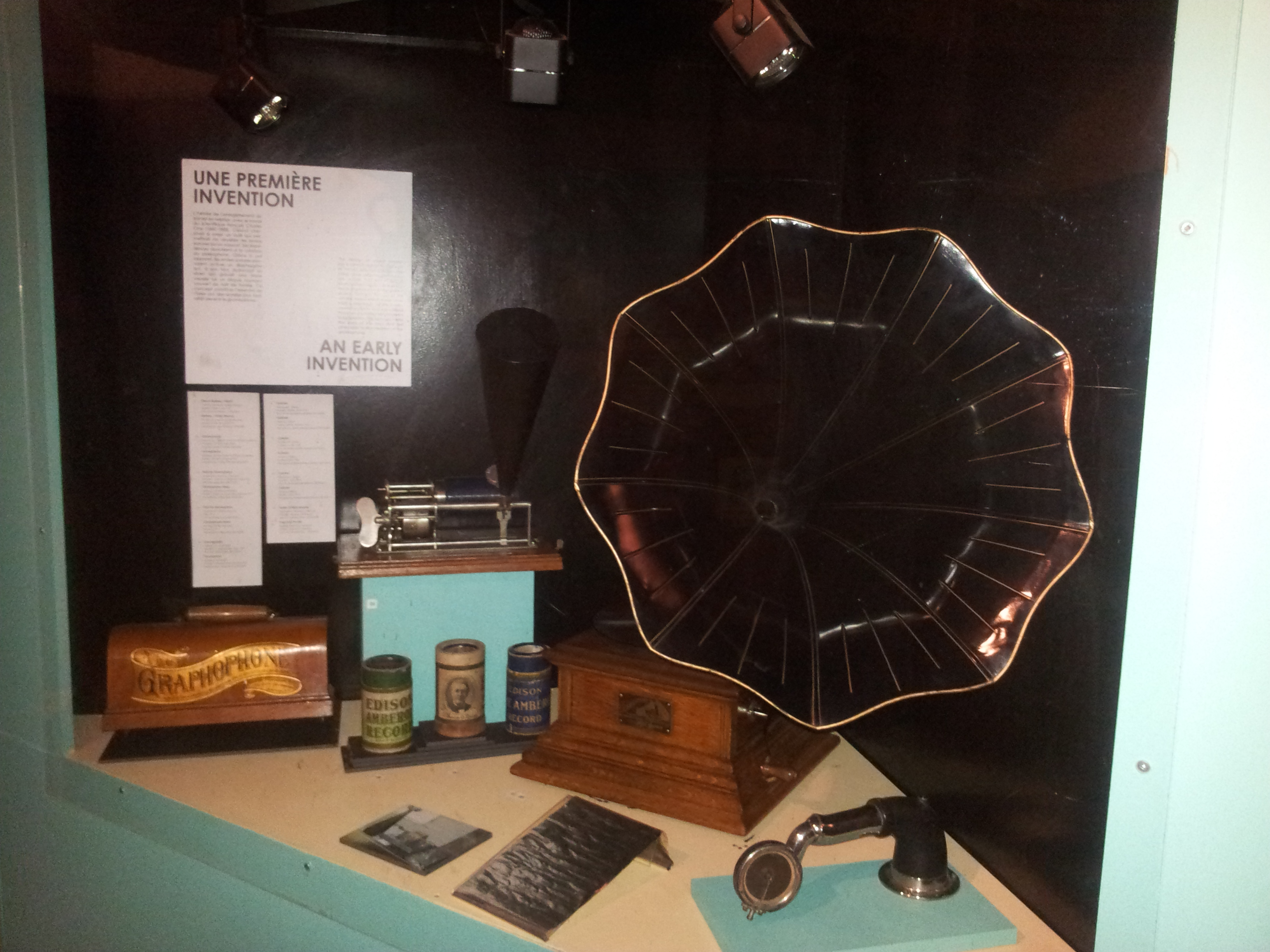
Gramophone et lecteur de rouleaux

## Le Musée aujourd'hui
Le Musée des ondes Emile Berliner présente une exposition permanente présentant phonographes, gramophones, radios, et disques de différentes époques qui retracent l’histoire de l’enregistrement et de la diffusion sonore. Des expositions temporaires sont présentes annuellement. Il y a également un entrepôt où sont conservées les collections. Les archives du musée et la bibliothèque de référence sont partiellement accessibles depuis le site internet du musée.
Les projets du MOEB sont financés par les subventions du gouvernement fédéral, de la ville de Montréal et de la province de Québec.

Depuis 2016, le musée paye un loyer et un employé professionnel. En 2019, 18% des couts opérationnels sont supportés par la ville de Montréal et l’arrondissement du Sud-Ouest. Les 82% restant proviennent des revenus auto générés du musée (visites, boutique souvenir, dons).

Le MOEB dispose d'un budget opérationnel de $110 000 en 2020.

### Listes des expositions temporaires
| Année | Titre en français                                                                | Titre en anglais                                                 |
| 1996  | Du gramophone au satellite                                                       | From Gramophone to Satellite                                     |
| 1997  | Un siècle d’histoire en son et en ondes                                          | A Century of History of Audio and Broadcasting                   |
| 2000  | Mon cher Nipper c’est à ton tour : une exposition qui a du chien… depuis 100 ans | Happy birthday Nipper… an exhibition with a 100-year bite        |
| 2000  | À la découverte de la collection : Archambault, le disquaire                     | Discovering our Collection: Archambault, the Record Dealer       |
| 2000  | À la découverte des collections : La bakélite à l’ère de la télévision           | Discovering our Collection: Bakelite in the television age       |
| 2000  | À la découverte des collections : Le Dictaphone à cylindre                       | Discovering our Collection: The Cylinder Dictating Machine       |
| 2001  | Au fil du temps… Les dons au MOEB                                                | Year after year… The donations to the MOEB                       |
| 2001  | 50 ans de télévision à Montréal                                                  | 50 Years of Television in Montreal                               |
| 2001  | La chaîne du son                                                                 | The Audio Chain                                                  |
| 2003  | Marconi                                                                          | Marconi                                                          |
| 2004  | L’enregistrement sonore à Montréal, cent ans déjà !                              | Sound recording in Montreal, the first hundred years             |
| 2006  | Trésors de la collection… 10 ans d’acquisition du MOEB                           | Treasures from the collection of the MOEB… 10 years of donations |
| 2007  | Sur les ondes de la radio                                                        | Radio… Making Waves                                              |
| 2008  | Montréal berceau de l’industrie du disque                                        | Montreal, the Cradle of the Recording Industry                   |
| 2009  | Transistor, plastique, design et révolution                                      | Transistors, Plastics, Design and Revolution                     |
| 2010  | Goodbye Broadway, Bonjour Montréal                                               | Goodbye Broadway, Bonjour Montréal                               |
| 2011  | Les années RCA Victor                                                            | The RCA Victor years                                             |
| 2012  | Du Morse au Texto                                                                | From Morse to Text                                               |
| 2013  | Les Berliner de Montréal                                                         | The Berliner of Montreal                                         |
| 2014  | Disque                                                                           | Disc                                                             |
| 2015  | La radio Montréalaise en temps de guerre                                         | Montreal radio in Wartime                                        |
| 2016  | Montréal dans l’espace                                                           | Montreal in space                                                |
| 2018  | Design Montréal RCA, les années 60 - 70                                          | Design Montreal RCA, the Sixties and the Seventies               |
| 2019  | 100 ans de radiodiffusion à Montréal                                             | 100 years of radio broadcasting in Montreal                      |
| 2022  | Herbert S. Berliner et l’essor de l’industrie Canadienne du disque               | Herbert S. Berliner: Building the Canadian Recording Industry    |
| 2022  | Les femmes de l'industrie de la musique à Montréal                               | Women in Montreal’s Music Industry                               |